# Hovanscsina
A Hovanscsina Modeszt Petrovics Muszorgszkij ötfelvonásos operája. A zeneszerző 1872–1881 között dolgozott a darabon, de az opera zárójelenetét és a hangszerelést halála miatt nem tudta befejezni. Ez alkalommal is Rimszkij-Korszakov dolgozta át, egészítette ki a művet, amelyet 1886-ban a Mariinszkij Színház bizottsága elutasított. Az opera ősbemutatójára azonban még ebben az évben sor került: a szentpétervári Konomov Színházban nyolc alkalommal előadta a darab egy erősen meghúzott verzióját egy műkedvelő amatőr együttes. Az opera azonban csak 1911-es Mariinszkij-beli előadása után lett az orosz operarepertoár rendszeresebben játszott darabja.

## Az opera szereplői és helyszínei
| Szerep                                      | Hangfekvés            |
| ------------------------------------------- | --------------------- |
| Ivan Hovanszkij herceg, a sztrelecek vezére | basszus vagy bariton  |
| Andrej, a fia                               | tenor                 |
| Vaszilij Golicin herceg                     | tenor                 |
| Fjodor Saklovityij, bojár                   | bariton               |
| Doszifej, az óhitűek feje                   | basszus               |
| Marfa, fiatalasszony (szerzetesnő)          | alt vagy mezzoszoprán |
| Emma, fiatal német lány                     | szoprán               |
| Szuszanna, vénlány (aggszűz)                | szoprán               |
| Varszonofjev, Golicin bizalmasa             | bariton               |
| Kuzka, sztrelec                             | basszus               |
| Egy írnok                                   | tenor                 |
| Első sztrelec                               | tenor                 |
| Második sztrelec                            | basszus               |
| Sztresnyev                                  | bariton               |

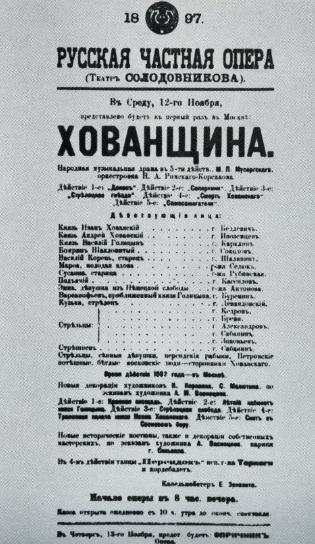
A Szolodovnyikov Színház plakátja (Moszkva, 1897)

- Kórus: sztrelecek, óhitűek, a cári gárda, szolgálók, nép. Igen nagy létszám, hatalmas feladat.
- Történik: Moszkvában és környékén, 1682 és 1689 között.
- Színhelyek: I. felvonás: a moszkvai Vörös tér; II. felvonás: Golicin dolgozószobája; III. felvonás: Hovanszkij háza előtt; IV. felvonás: 1. kép: terem Hovanszkij házában, 2. kép: tér a Vaszilij Blazsennij-székesegyház előtt; V. felvonás: kápolna és tisztás egy Moszkvához közeli erdőben
- Játékidő: Három óra.

## Az opera cselekménye

### I. felvonás
Saklovityij jelentését diktálja Nagy Péter cárnak. Ebben megírja az uralkodónak, hogy Ivan Hovanszkij herceg és fia, Andrej, katonái lázadásra készülnek. Felkelésüket a sztrelecek támogatják. Ezután megérkezik az öreg Hovanszkij, és álszent módon kijelenti, hogy egyetlen célja a cár ellenségeinek leverése. Andrej, miután lemészároltatta a lány családját, Emmát szeretné elcsábítani, de régi szeretője, Marfa meghiúsítja terveit. Andrej még apjával is szembeszáll Emma miatt. Végül Doszifej csillapítja le a kedélyeket, Marfa pedig gondjaiba veszi Emmát.

### II. felvonás
Golicin herceg egykor Zsófia régensnő szerelme volt, de most már Nagy Péter híve. Csapdára gyanakodva olvassa egykori szeretője levelét, majd Marfát hívatja. Már évek óta jósoltat a lánnyal, most is azt kéri tőle, hogy jósoljon neki. Marfa száműzetést és bukást lát Golicin jövőjében. A herceg ezen annyira feldühödik, hogy elkergeti Marfát, majd parancsba adja szolgájának, hogy ölje meg. Ezután Hovanszkij ront be. A férfi dühöng, amiért a herceg megsértette hatáskörét. Ismét Doszifej fellépése teremt békét, aki arra inti a két herceget, hogy maradjanak hűek a régi szent könyvekben lefektetett elvekhez. A beszélgetést Marfa szakítja félbe. Kétségbeesetten kér oltalmat Golicin szolgája elől, aki vízbe akarta fojtatni, csak Péter cár egyik testőrének közbelépése mentette meg. A testőrség felbukkanása Moszkvában megijeszti Golicint. Ekkor Saklovityij lép be, és közli, hogy Hovanszkijékat árulásért feljelentették a cárnál.

### III. felvonás
Marfa fájó szívvel idézi fel Andrej iránti szerelmét, amit az óhitűek közül az egyik társnője bűnként olvas a fejére. Doszifej próbálja nyugtatgatni, békés tűrésre inteni a lányt, de minden hiába. Közben Saklovityij feljelentése megtette a hatását: kitört a lázadás, részeg sztrelecek nyomulnak be az utcákra. Kitudódik, hogy a sztrelec tábor közelében a cári gárda katonái fenyegetik a gyerekeket és az asszonyokat. A katonák felverik álmából Hovanszkij herceget. Azt akarják, hogy álljon az élükre és vezesse őket a betolakodók ellen. Hovanszkij azonban nyugalomra int mindenkit, ugyanis immár nyilvánvaló, hogy Péter cár lett az ország teljhatalmú ura.

### IV. felvonás
1. kép: Hovanszkij herceg vidéki rezidenciájára húzódott vissza. Perzsa rabnői szórakoztatják táncukkal. Golicin próbálja óvatosságra inteni a herceget küldöttje révén, de Hovanszkij semmivel sem törődik, a hírhozót lovászaival korbácsoltatja meg. Ezután toppan be váratlanul Saklovityij, aki a bojárok gyűlésébe hívja a herceget Zsófia régensnő követeként. A herceg gyanútlanul szobájába megy, hogy átöltözzön. Mikor díszruhájában újra megjelenik, Saklovityij leszúrja a védtelen férfit.
2. kép: Golicin herceget és társait száműzetésre ítélték. Most indítják őket útnak Szibériába. Andrej még mindig Emma után epekedik. Követeli Marfától, hogy szolgáltassa ki neki a gondjaira bízott lányt. Emma azonban már nincs Oroszországban. Marfa visszaküldte hazájába, így Andrej már hiába fenyegetőzik, hogy elhurcolja a német lányt. A szterlecek serege Hovanszkij halála után szétszéledt. Marfa felszólítja Andrejt, hogy gyűjtse ismét össze őket és álljon az élükre. A férfi azonban csak Emma után érdeklődik. Marfa végül elzavarja. Közben megérkeznek a cár katonái. Fatönköket és bárdot hoznak kezükben, a szterelecek lefejezésére készülődnek, amikor meghozzák a hírt, hogy a cár kegyelemben részesítette a lázadókat.

### V. felvonás
Az óhitűek számára Hovanszkij halála jelentette a vég kezdetét. Most egy fenyőerdő mélyén találtak menedéket egyik kápolnájukban. Az épületet azonban hamar körülvették a cár katonái. Doszifej és Marfa irányításával készül a máglya, amelyen az óhitűek önként áldozzák majd fel életüket. Andrej is belátja, hogy számára sincs menekülés, és a behódolás helyett inkább ő is a halált választja. Amikor a katonák elözönlik a tisztást, már magasra csapnak a máglya lángjai. Marfa és Andrej együtt lép a lángok közé.

## Az opera utóélete
Muszorgszkij közel tíz évig dolgozott a Hovanscsinán, de végül nem tudta befejezni. Elkészítette az opera teljes zenei anyagát, de csak a III. és a IV. felvonás két jelenetét hangszerelte meg. Így kvázi a darab zongorakivonata származik Muszorgszkijtól, a hangszerelést másoknak kellett elvégezni. Természetesen Rimszkij-Korszakov volt az első, aki elhatározta, hogy befejezi egykori barátja művét. Rimszkij-Korszakov ebben az esetben is úgy járt el, mint a korábbi Muszorgszkij-operák átdolgozásakor: a saját ízléséhez szabta a darabot. A zene nem kis hányadát kihúzta, amit nem talált elég jónak, azt újra komponálta, így gyakorlatilag társszerzővé lépett elő. A munkával 1886-ban készült el, de a darabot a Mariinszkij Színház visszautasította. Az ősbemutatóra azonban még ugyanebben az évben sor került: a Konomov Színházban egy zártkörű rendezvénysorozat keretében a Zenedráma Klub nevű amatőr műkedvelő együttes nyolc alkalommal játszotta. Majd ezt követően Kijevben és Moszkvában is műsorra tűzték a darabot, de e bemutatókat csak néhány további előadás követte. Az igazi áttörés a darab 1911-es Mariinszkij Színházbeli premierje volt, a Hovanscsina csak ennek az előadásnak köszönhetően került be az orosz dalszínházak repertoárjába, ezért sok kézikönyv 1911. november 7-ét jelöli meg az opera ősbemutatójául.
A Hovanscsina első külföldi bemutatójára Párizsban került sor 1925-ben. Ekkor Igor Sztravinszkijt és Maurice Ravelt kérték fel, hogy dolgozzák át a művet. De az ő változatuk elveszett, egyetlen fennmaradt részlete a zárókórus Sztravinszkij által visszafogottabbra vett változata. Ezt egyes előadások alkalmával be szokták illeszteni a partitúrába.
1931-ben Pavel Alekszandrovics Lamm megjelentette a Muszorgszkij-összkiadás második köteteként a zeneszerző eredeti kéziratait tartalmazó Hovanscsina kiadást. Dmitrij Dmitrijevics Sosztakovics e kiadvány alapján készítette el az opera újabb változatát. Sosztakovics visszaállította a Rimszkij-Korszakov által kihúzott részleteket, de ő is mélyen belenyúlt a kompozícióba. Önálló befejezést írt a második és utójátékot az ötödik felvonáshoz, a hangszerelést pedig teljesen a saját elképzelései szerint készítette el, a Muszorgszkij hangszerelte két részlet figyelembe vétele nélkül.
Alekszej Vulfszon 1976-ban jelentette meg ismét Lamm kiadása alapján a Hovanscsina zongorakíséretes változatát. Vulfszon volt az első, akinek gyanús volt az ötödik felvonásban Marfa–Andrej jelenete. Lamm kiadványában a jelenetnek csak az első felét közölte, egy olyan állítólagos forrásból, amely csak az énekszólamokat tartalmazta. A zongorakíséret így Borisz Aszafjev munkája volt. Vulfszon kutatásai során fény derített rá, hogy a szóban forgó kézirat nem létezik, valamint sikerült rábukkannia egy autográf kéziratra, amely a jelenet tenorszólamát, Marfa és Doszifej végszavait, illetve a tenorszólam szüneteinek a számát foglalja magában. A dokumentumot Vulfszon kötete végén függelékként közölte. Lamm tudhatott a kézirat létezéséről, és valószínűleg csak azért folyamodott ahhoz a megoldáshoz, hogy Rimszkij-Korszakov verziója alapján próbálja meg rekonstruálni az eredeti verziót, mert nem sikerült rábukkannia az autográf forrásra. Mivel Sosztakovics átvette a Lamm-féle verziót és az utolsó felvonás fináléját Rimszkij-Korszakov alapján komponálta át, az ő verziójával kapcsolatban komoly kétségek merülnek fel.
A fent elmondottak alapján világos lehet, hogy a Hovanscsina az operairodalom egyik legproblémásabb darabja. A helyzetet tovább bonyolítja, hogy egy időben az operát viszonylag gyakran játszották a világ dalszínházai (ma már csak ritkán tűzik műsorra), és a színházi igényeknek megfelelően dramaturgok, karmesterek, rendezők tömkelege nyúlt bele a partitúrába. Ennek következtében a Hovanscsinának mára kismillió változata létezik. Egy időben egyébként is szokás volt, hogy a színpadra alkalmazás során rendkívül szabadon bántak a rendezők a darabokkal, és a ritkán játszott művek esetében ez még ma is nagyon gyakran előfordul.
Ebben a káoszban próbált meg rendet teremteni a kiváló magyar Muszorgszkij-kutató, Bojti János. Bojti áttanulmányozta Muszorgszkij valamennyi, sajátkezűen meghangszerelt zenekari művét (azonban ezek alapján csak azt tudta meg, hogy mit nem tehet meg a Hovanscsina meghangszerelése során), majd elővette Muszorgszkij autográf zongoravázlatait, illetve minden más egyéb dokumentumot a zeneszerzőtől, ami a Hovanscsinára vonatkozik. Az első négy felvonás kottaszövege folyamatos, az igazi problémát az V. felvonás második fele jelentette számára. Sok ismertetőben tévesen arról írnak, hogy a Hovanscsina utolsó felvonása befejezetlen maradt. De ez nem igaz. Bojti összehasonlította az eredeti változat szólamkéziratát a Rimszkij-Korszakov féle verzióval, és számos lényegi hasonlóságot fedezett fel a kettő között. Ebből arra következtetett, hogy Rimszkij-Korszakov még ismerte Muszorgszkij vázlatait az ötödik felvonás illetően, csak azok elkallódhattak. Ezért saját verziójának elkészítésekor az opera zárójelenetének meghangszerelése folyamán figyelembe vette a Rimszkij-Korszakov-féle verziót is, egyébként elsősorban Muszorgszkij jegyzetei és zongoravázlatai alapján dolgozott. A III. felvonás készítése során a korszakovi és a sosztakovicsi hangszerelésben számos, Muszorgszkij elképzeléseihez valószínűleg közel álló megoldást talált, amiket szintén felhasznált. Mivel a negyedik felvonás perzsa táncait Korszakov még Muszorgszkij életében hangszerelte meg és adatta elő a szerző jóváhagyásával, ezért ezt a részt autorizáltnak tekintette.
Bojti arra törekedett, hogy hangszerelése minden tekintetben kiszolgálja Muszorgszkij énekszólamainak nagyszabású drámai koncepcióját, és semmiképpen sem hasson ellenük. Saját bevallása szerint észrevétlen hangszerelő akart lenni. Munkájával hosszas előkészületek után végül két év alatt, 2000-ben készült el. A partitúrát öt évvel később saját maga jelentette meg. Azóta öt év telt el, de a hazai operatársulatok mind ezidáig nem mutatták érdeklődést Bojti verziója iránt, pedig akár világszenzáció is lehetne a színpadra alkalmazásából. Az operaházak egyébként régebben a korszakovi, ma már egyre inkább a Sosztakovics-féle változatot tűzik műsorra.

## Az opera szövegkönyve és zenéje
A librettót Muszorgszkij Vlagyimir Sztaszov ötletei alapján írta meg. De mielőtt munkához fogott volna, részletesen tanulmányozta a 17. századi orosz történelmet, mert a korabeli Oroszország mikrokozmoszát bemutató drámát akart létrehozni. A Hovanscsina egyben a konzervatív Orosz Birodalom allegóriája is lett volna, amelynek nemessége ellenezte II. Sándor cár reformjait, legfőképpen a jobbágyfelszabadítást. Csakhogy a tömörítés sohasem volt a zeneszerző erőssége. A szövegkönyv írásakor Muszorgszkij össze-vissza csapongott: kész jeleneteket írt át, mielőtt még más epizódok vázlatát befejezte volna. Ennek következtében az opera cselekménye epizódszerű események láncolata lett. A történelmi tényeket egyébként igen szabadon kezelte, esetenként még az időrendet sem vette figyelembe.
A drámának nincs igazi főhőse: Andrej és Hovanszkij herceg is lehetne főszereplő, de Hovanszkijt megölik az opera közepén, ezután pedig Andrej mellett igen jelentős szerepet játszik az eseményekben Doszifej és az óhitűek is. Marfa alakja ide-oda hányódik, Golicin és Saklovityij pedig a haladás útját más-más irányba kereső érdekes figurák. Összességében elmondható, hogy az opera nyelvezete nem olyan egységes, mint a Boriszé.
A műfaji megjelölés szerint a darab zenei népdráma öt felvonásban. A zenei súlypontok a kórusrészekre esnek, de a Hovanscsinában a kórus megjelenítette tömeg csak elszenvedi az eseményeket, nem alakítja azokat. Egyes kórusrészletek (például a Hovanszkij udvar bemutatásakor felhangzó részeg sztrelecek, majd a duhajkodó asszonyok éneke) a mélylélektan alapos ismeretéről tanúskodnak. A zenei alapszövet alapjában véve két forrásból táplálkozik: az ószláv, ortodox egyházi énekekből és az orosz folklórból. A Hovanscsinában Muszorgszkij sokkal közelebb jutott az orosz népdalhoz, mint a Borisz Godunovban, és a szélesen áradó dallamosságnak is nagyobb szerepet juttatott, mint korábbi színpadi műveiben. Ennek következtében a Hovanscsina könnyebben befogadható, viszont hiányzik belőle az emelkedettség.
A komor hangulatú dráma lassan hömpölyög előre, ezt ellensúlyozza a zeneszerző kiváló hangulatfestő érzéke. Muszorgszkij a Hovanscsinában is „az élet által táplált, nem klasszikus harmónia” megvalósítását tűzte ki célul, és úgy gondolta, hogy ebben a művében minden korábbi kísérleténél jobban sikerült véghezvinnie a recitativo és a dallam fúzióját. A konfliktusok résztvevői határozott zenei jellemzést kaptak.